# Enmascaramiento frecuencial
El enmascaramiento frecuencial es la disminución de la sonoridad de un tono a una cierta frecuencia, en presencia de otro tono simultáneo a una frecuencia diferente. Es decir, cuando el oído es expuesto a dos o más sonidos de diversas frecuencias, existe la posibilidad que uno de ellos camufle a los demás y por tanto, que estos no se oigan.

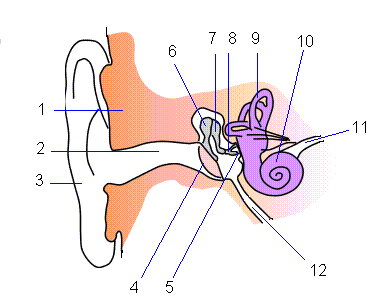
Anatomía del oído.

Este fenómeno perceptivo puede explicarse de manera simplificada considerando como varía la excitación de la membrana basilar del oído según la frecuencia. Esta membrana vibra, en función de la tonalidad, más cerca o más lejos de la ventana oval. A más frecuencia, tonos agudos, el máximo desplazamiento de la membrana basilar es más cercano a la ventana oval que no a un tono de baja frecuencia, un tono grave. Esto explica porqué este fenómeno no es simétrico. Un tono grave enmascara a uno agudo con más facilidad.

## Representación de diferentes combinaciones
A continuación se representa la amplitud relativa del desplazamiento de la membrana basilar en función de la distancia a la ventana oval para diferentes combinaciones de tonos puros.

### Frecuencias diferentes con la misma amplitud
En el caso de tener dos tonos en la misma presión sonora (ver Amplitud) se puede comprobar como f2 (tono grave) enmascara mucho más a f1 (tono agudo) que no al revés. El enmascaramiento no es simétrico respecto la frecuencia.

### Baja frecuencia enmascara a alta frecuencia
En el caso de que el tono grave tenga más nivel de amplitud, aún se hará más claro el enmascaramiento de agudos. En este caso el tono agudo es totalmente enmascarado por el grave.

### Alta frecuencia no enmascara a baja frecuencia
En esta combinación, pese a i aumentar la amplitud del tono agudo respecto al grave, f1 casi no afecta a f2, por tanto el enmascaramiento del tono grave es mínimo.

## Relación con el concepto de banda crítica
Es importante establecer una relación entre el efecto de enmascaramiento y el concepto de banda crítica. Si bien hasta ahora hemos descrito el fenómeno de enmascaramiento entre dos tonos puros, a continuación lo analizaremos desde el punto de vista de excitación de bandas críticas, considerando afirmaciones que gozan de una aceptación universal fruto del trabajo de muchos investigadores.
- 1. Un ruido de banda estrecha provoca más enmascaramiento que un tono puro de la misma intensidad y de frecuencia igual a la frecuencia central del ruido.
- 2. A medida que el nivel de ruido enmascarante aumenta, también lo hace la banda de frecuencias sobre la cual ejerce efecto el enmascarador.
- 3. Las frecuencias superiores a la frecuencia central del ruido enmascarante son enmascaradas más fácilmente que las inferiores.

## Aplicaciones
Este fenómeno se aprovecha para comprimir audio. Ver artículo umbral de enmascaramiento. 